# Matila Ghyka

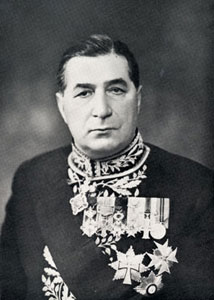
Matila Ghyka, 1932

Matila Costiesco Ghyka (* 13. September 1881 in Iași; † 14. Juli 1965 in London) war ein rumänischer Diplomat, Marineoffizier, Jurist, Philosoph, Ingenieur, Historiker und Schriftsteller.

## Biographie
Er wurde in Iași geboren, der früheren Hauptstadt der Republik Moldau. Mütterlicherseits war er der Urenkel von Grigore Alexandru Ghica, dem letzten regierenden Fürsten der Moldau. Ghyka besuchte in Paris und Jersey die Schule, anschließend die Marine-Akademie in Brest. Er setzte sein Studium fort an der École supérieure d’électricité in Paris und an der Juristischen Fakultät der Université libre de Bruxelles, wo er promoviert wurde. 1910 schlug er die Diplomatenlaufbahn ein, mit Stationen in Rom, Berlin, London, Madrid, Paris und Stockholm. 1918 heiratete er Eileen O’Conor, die Tochter von Nicholas Roderick O’Conor, britischer Botschafter in Istanbul und Sankt Petersburg.
Ghykas berufliche Stationen und Reisen führten ihn um die ganze Welt. Er war mit zahlreichen bedeutenden Persönlichkeiten und Schriftstellern bekannt, darunter Paul Morand und Léon-Paul Fargue. Sein Werk umfasst neben seinen Erinnerungen mit dem Titel Couleur du monde (1955/56) auch einen Roman (Pluie d'étoiles, 1933), vor allem aber Texte zu Ästhetik und Mathematik, darunter eine Untersuchung zum Goldenen Schnitt, Le nombre d'or. Rites et rythmes pythagoriciens dans le développement de la civilisation occidentale (1931). Dieses Werk wurde von zahlreichen Zeitgenossen, darunter Paul Valéry geschätzt, Salvador Dalí ließ sich von Ghykas Ausführungen für sein Gemälde Leda atomica (1949) inspirieren. Le nombre d'or liegt in zahlreichen Editionen vor und wurde ins Italienische, Spanische, Polnische, Englische, Tschechische und Rumänische übersetzt. Nach dem II. Weltkrieg verließ Ghyka Rumänien in Richtung USA, wo er an Universitäten in Kalifornien und Virginia als Professor für Ästhetik lehrte. Ghyka starb in London, wo er an der Seite seiner Frau auf dem Gunnersbury Cemetery begraben wurde. Den Nekrolog verfasste Mircea Eliade.

## Werke
- Esthétique des proportions dans la nature et dans les arts (1927)
- Le nombre d'or. Rites et rythmes pythagoriciens dans le développement de la civilisation occidentale (1931)
- Pluie d'étoiles (1933)
- Essai sur le rythme (1938)
- Tour d'horizon philosophique (1946)
- Sortilèges du verbe (1949)
- A Documentary Chronology of Roumanian History from Pre-historic Times to the Present Day (1941)
- The Geometry of Art and Life (1946)
- A Practical Handbook of Geometrical Composition and Design (1952)
- Philosophie et mystique du nombre (1952)
- Couleur du monde (Escales de ma jeunesse (1955), Heureux qui comme Ulysse... (1956))
- The World Mine Oyster (1961) – engl., vom Autor überarbeitete und gekürzte Fassung von Couleur du monde